# Korowiec sosnowy
Korowiec sosnowy, rozwałka sosnowa (Aradus cinnamomeus) – gatunek owada z rzędu pluskwiaków. Szkodnik lasów sosnowych występujący w Europie i Ameryce Północnej.

## Morfologia
Jajo owalne i gładkie, początkowo białe, z czasem ciemniejące, tuż przed wykluciem się larwy ciemnoczerwone. Larwa przypomina kształtem i barwą postać dorosłego osobnika, ale ma krótsze czułki i jest mniejsza. Imago o owalnym ciele, silnie spłaszczonym. Barwa ciemnobrunatna, podobna do kory sosny.
Głowa masywna, wyciągnięta ryjkowato, z krótkimi czułkami. Nitkowata kłujka jest kilkakrotnie dłuższa od ciała. Samiec ma przednie skrzydła zesklerotyzowane, a tylne całkowicie zredukowane. Samica występuje w dwóch formach: długo- i krótkoskrzydłej. Żywe owady pachną cynamonem.

## Ekologia
Zarówno imagines jak i larwy tego owada przebywają pod łuskami kory i żywią się sokami wysysanymi z miazgi, łyka i wierzchnich warstw bielu drzewa. Zimują zarówno imagines jak i larwy schowane pod łuskami kory lub w ściółce. Dorosłe owady składają jaja od końca kwietnia do początku maja na korze 5-30-letnich sosen, a czasem także młodych modrzewi.

## Występowanie
Pospolity, ale ponieważ unika światła jest stosunkowo rzadko spotykany. 
W przypadku masowego występowania korowca następuje odpadanie płatów kory od pnia, a także żółknięcie i opadanie igieł. Szczególnie groźny korowiec jest dla młodników. Do naturalnych wrogów korowca należą wielbłądki.